# Shorea henryana
Shorea henryana är en tvåhjärtbladig växtart som beskrevs av Jean Baptiste Louis Pierre. Shorea henryana ingår i släktet Shorea och familjen Dipterocarpaceae. Inga underarter finns listade i Catalogue of Life.